# بيل والر (محامي)
بيل والر (بالإنجليزية: Bill Waller)‏ هو محامي أمريكي، ولد في 21 أكتوبر 1926 في مقاطعة لافاييت في الولايات المتحدة، وتوفي في 30 نوفمبر 2011 في جاكسون في الولايات المتحدة.

## وصلات خارجية
- بيل والر على موقع إن إن دي بي (الإنجليزية)